# Constant Tourné
Constant Tourné, dit Stan (né le 30 décembre 1955 à Willebroek) est un coureur cycliste sur piste belge. Il a notamment été le premier champion du monde de la course aux points chez les amateurs (1977) et chez les professionnels (1980). Il a également remporté sept courses de six jours.

## Palmarès sur piste

### Championnats du monde
- San Cristóbal 1977
  -  Champion du monde de la course aux points amateurs
- Besançon 1980
  -  Champion du monde de la course aux points
- Barcelone 1984
  -  Médaillé de bronze du demi-fond
- Colorado Springs 1986
  -  Médaillé d'argent du derny
  -  Médaillé d'argent du demi-fond

### Six jours
- 1983 : Anvers (avec René Pijnen)
- 1985 : Gand, Paris (avec Etienne De Wilde)
- 1988 : Cologne, Anvers (avec Etienne De Wilde)
- 1989 : Gand (avec Etienne De Wilde)
- 1992 : Anvers (avec Jens Veggerby)

### Championnats d'Europe
- 1984
  -  Médaillé d'argent du demi-fond
  -  Médaillé de bronze du derny
  -  Médaillé de bronze du demi-fond
- 1985
  -  Médaillé d'argent du derny
- 1986
  -  Médaillé d'argent du derny
- 1987
  -  Champion d'Europe du derny
  -  Médaillé d'argent de l'américaine
  -  Médaillé de bronze du demi-fond
- 1988
  -  Médaillé d'argent du demi-fond
- 1990
  -  Médaillé d'argent du derny
- 1991
  -  Champion d'Europe du derny

### Championnats nationaux
- Champion de Belgique de derny en 1987
- Champion de Belgique de l'omnium en 1981

## Palmarès sur route
- 1983
  - Mémorial Thijssen